# The Wonder Years (televíziós sorozat, 2021)
A The Wonder Years 2021-ben bemutatott amerikai vígjáték, amelyet Saladin K. Patterson készített. A főszerepekben Elisha "EJ" William, Dulé Hill, Saycon Sengbloh, Laura Kariuki, Amari O'Neil, Julian Lerner és Milan Ray láthatók.
A sorozatot 2021. szeptember 22-én mutatták be Amerikai Egyesült Államokban az ABC-n. Magyarországon a Disney+ mutatja be 2022. június 14-én.
2022 májusában berendelték a második évadot.

## Ismertető
A 60-as évek végén a Williams család, a Montgomery fekete középosztálybeli lakosai.

## Szereplők
| Szereplő         | Színész                       | Magyar hang    |
| ---------------- | ----------------------------- | -------------- |
| Dean Williams    | Elisha "EJ" Williams (gyerek) | Rostás Ábel    |
| Dean Williams    | Don Cheadle (felnőtt, hang)   | Dózsa Zoltán   |
| Bill Williams    | Dulé Hill                     | Varga Rókus    |
| Lillian Williams | Saycon Sengbloh               | F. Nagy Erika  |
| Kim Williams     | Laura Kariuki                 | Laudon Andrea  |
| Cory Long        | Amari O'Neil                  | Maszlag Bálint |
| Brad Hitman      | Julian Lerner                 | Gergely Attila |
| Keisa Clemmons   | Milan Ray                     | Rácz Hajna     |

### Magyar változat
- Magyar szöveg: Vajda Evelin
- Hangmérnök: Bogdán Gergő
- Vágó: Kránitz Bence
- Gyártásvezető: Rába Ildikó
- Szinkronrendező: Dobay Brigitta
- Produkciós vezető: Máhr Rita

A szinkront az SDI Media Hungary készítette.

## Évados áttekintés
| Évad | Évad | Epizódok | Amerikai sugárzás    | Amerikai sugárzás | Magyar sugárzás  | Magyar sugárzás  |
| Évad | Évad | Epizódok | Évadpremier          | Évadfinálé        | Évadpremier      | Évadfinálé       |
| ---- | ---- | -------- | -------------------- | ----------------- | ---------------- | ---------------- |
|      | 1    | 22       | 2021. szeptember 22. | 2022. május 18.   | 2022. június 14. | 2022. június 14. |

## Epizódok

### 1. évad
| Sor. | Év. | Cím                           | Rendező                     | Író                            | Premier                               |
| ---- | --- | ----------------------------- | --------------------------- | ------------------------------ | ------------------------------------- |
| 1.   | 1.  | Pilot                         | Fred Savage                 | Saladin K. Patterson           | 2021. szeptember 22. 2022. június 14. |
| 2.   | 2.  | Green Eyed Monster            | Fred Savage                 | Mary Fitzgerald                | 2021. szeptember 29. 2022. június 14. |
| 3.   | 3.  | The Club                      | Fred Savage                 | Max Searle                     | 2021. október 6. 2022. június 14.     |
| 4.   | 4.  | The Workplace                 | Shiri Appleby               | Meredith Dawson és Kendra Cole | 2021. október 13. 2022. június 14.    |
| 5.   | 5.  | The Lock In                   | Molly McGlynn               | Amberia Allen                  | 2021. október 20. 2022. június 14.    |
| 6.   | 6.  | Be Prepared                   | Numa Perrier és Fred Savage | Bob Daily                      | 2021. október 27. 2022. június 14.    |
| 7.   | 7.  | Independence Day              | Robert Townsend             | Jacque Edmonds Cofer           | 2021. november 3. 2022. június 14.    |
| 8.   | 8.  | Science Fair                  | Matthew A. Cherry           | Yamin Segal                    | 2021. november 17. 2022. június 14.   |
| 9.   | 9.  | Home for Christmas            | Fred Savage                 | Bob Daily                      | 2021. december 1. 2022. június 14.    |
| 10.  | 10. | Lads and Ladies and Us        | Ken Whittingham             | Jacque Edmonds Cofer           | 2022. január 5. 2022. június 14.      |
| 11.  | 11. | Brad Mitzvah                  | Fred Savage                 | Yael Galena                    | 2022. január 12. 2022. június 14.     |
| 12.  | 12. | I'm With the Band             | Victor Nelli Jr.            | Jordan Black                   | 2022. január 19. 2022. június 14.     |
| 13.  | 13. | The Valentine's Day Dance     | Victor Nelli Jr.            | Brett Melnick                  | 2022. február 2. 2022. június 14.     |
| 14.  | 14. | Country Dean                  | Fred Savage                 | Bob Daily                      | 2022. február 23. 2022. június 14.    |
| 15.  | 15. | Black Teacher                 | Fred Savage                 | Amberia Allen                  | 2022. március 2. 2022. június 14.     |
| 16.  | 16. | The Sleepover                 | Shiri Appleby               | Jordan Black                   | 2022. március 16. 2022. június 14.    |
| 17.  | 17. | Jobs and Hangouts             | Aisha Tyler                 | Jacque Edmonds Cofer           | 2022. március 23. 2022. június 14.    |
| 18.  | 18. | Goose Grease                  | Ken Whittingham             | Yael Galena                    | 2022. április 6. 2022. június 14.     |
| 19.  | 19. | Love & War                    | Numa Perrier                | Kendra Cole                    | 2022. április 13. 2022. június 14.    |
| 20.  | 20. | Bill's New Gig                | David Robert Jones          | Dioverd Danny Batista          | 2022. április 20. 2022. június 14.    |
| 21.  | 21. | Where No Dean Has Been Before | Ken Whittingham             | Bo Zenga                       | 2022. május 11. 2022. június 14.      |
| 22.  | 22. | Love, Dean                    | Saladin K. Patterson        | Yamin Segal                    | 2022. május 18. 2022. június 14.      |

## A sorozat készítése
A The Wonder Years című sorozatot 2020. július 8-án jelentették be, amikor az ABC próbaepizódot rendelt be. 2021 januárjában berendelték az első évadot, a gyártása a Atlantában zajlott. 2021 márciusában bejelentették a szereplőket. Don Cheadle pedig a sorozat narrátor lett. Az első évad eredetileg 9 epizódos megrendelést kapott, de 2021. október 26-án 22 epizódra bővítették. 2022 májusában Savage-et elbocsátották vezető produceri és rendezői szerepköréből, miután nem megfelelő magatartást vádolták.